# Frontera entre Sudán del Sur y la República Democrática del Congo
La frontera entre la República Democrática del Congo y Sudán del Sur es el lindero que separa los territorios de la República Democrática del Congo y del Sudán del Sur. Antes la independencia de este último estado el 9 de julio de 2011 constituía una parte del límite meridional del territorio sudanés.

## Trazado
Al oeste forma la triple frontera entre ambos estados con el extremo este de la República Centroafricana y al este del trifinio entre ambos estados y Uganda, cercano al norte de la región congoleña plagada de conflictos armados. Separa los estados sudaneses del suroeste, Ecuatoria Occidental y Ecuatoria Central de las provincias congoleñas del noreste, Ituri y Alto Uele.

## Historia
La frontera fue creada desde el siglo XIX, en pleno período colonial. En 1956 el antiguo Sudán Angloegipcio alcanzó su independencia, al igual que en 1960 lo consiguió la colonia del Congo Belga, conocido entonces como Congo-Kinshasa, luego Zaire y posteriormente como República Democrática del Congo. Tras el referéndum sobre la independencia de Sudán del Sur de 2011, este país se independizó de Sudán, y la frontera congoleña pasó a ser la nueva frontera de Sudán del Sur.